# Isaiah Mobley
Eric Isaiah Mobley (ur. 24 września 1999 w San Diego) – amerykański koszykarz, występujący na pozycji silnego skrzydłowego, obecnie zawodnik Cleveland Cavaliers oraz zespołu G-League – Cleveland Charge.
W 2017 zajął czwarte miejsce w turnieju Adidas Nations. W 2019 wystąpił w meczach gwiazd szkół średnich – McDonald’s All-American, Allen Iverson Roundball Classic.

## Osiągnięcia
Stan na 17 stycznia 2023, na podstawie, o ile nie zaznaczono inaczej.
NCAA
- Uczestnik rozgrywek:
  - Elite 8 turnieju NCAA (2021)
  - turnieju NCAA (2021, 2022)
- MVP turnieju Wooden Legacy (2022)
- Zaliczony do I składu:
  - Pac-12 (2022)
  - turnieju Wooden Legacy (2022)